# Tuszyn-Las
Tuszyn-Las – część miasta Tuszyn, w województwie łódzkim, w powiecie łódzkim wschodnim, osiedle.
W latach 1921–1928, na zalesionym obszarze położonym obok Tuszyna, powstało Sanatorium Przeciwgruźlicze i osiedle letniskowe Tuszyn-Las zaprojektowane jako miasto-ogród. W roku 1928 osiedle zostało przyłączone do Tuszyna. Orędownikiem powstania osiedla Tuszyn-Las był starosta łódzki Aleksy Rżewski, który dokonał poświęcenia kamienia węgielnego 6 maja 1928.
W latach 1975–1998 Tuszyn należał administracyjnie do województwa piotrkowskiego.
18 grudnia 1983 roku na terenie osiedla został poświęcony nowy kościół parafialny pw. Świętego Krzysztofa. Budowa kościoła trwała od 1981 do 1983 roku. Architektami są: Elżbieta Muszyńska i Krzysztof Muszyński.